# Administrația Clujului

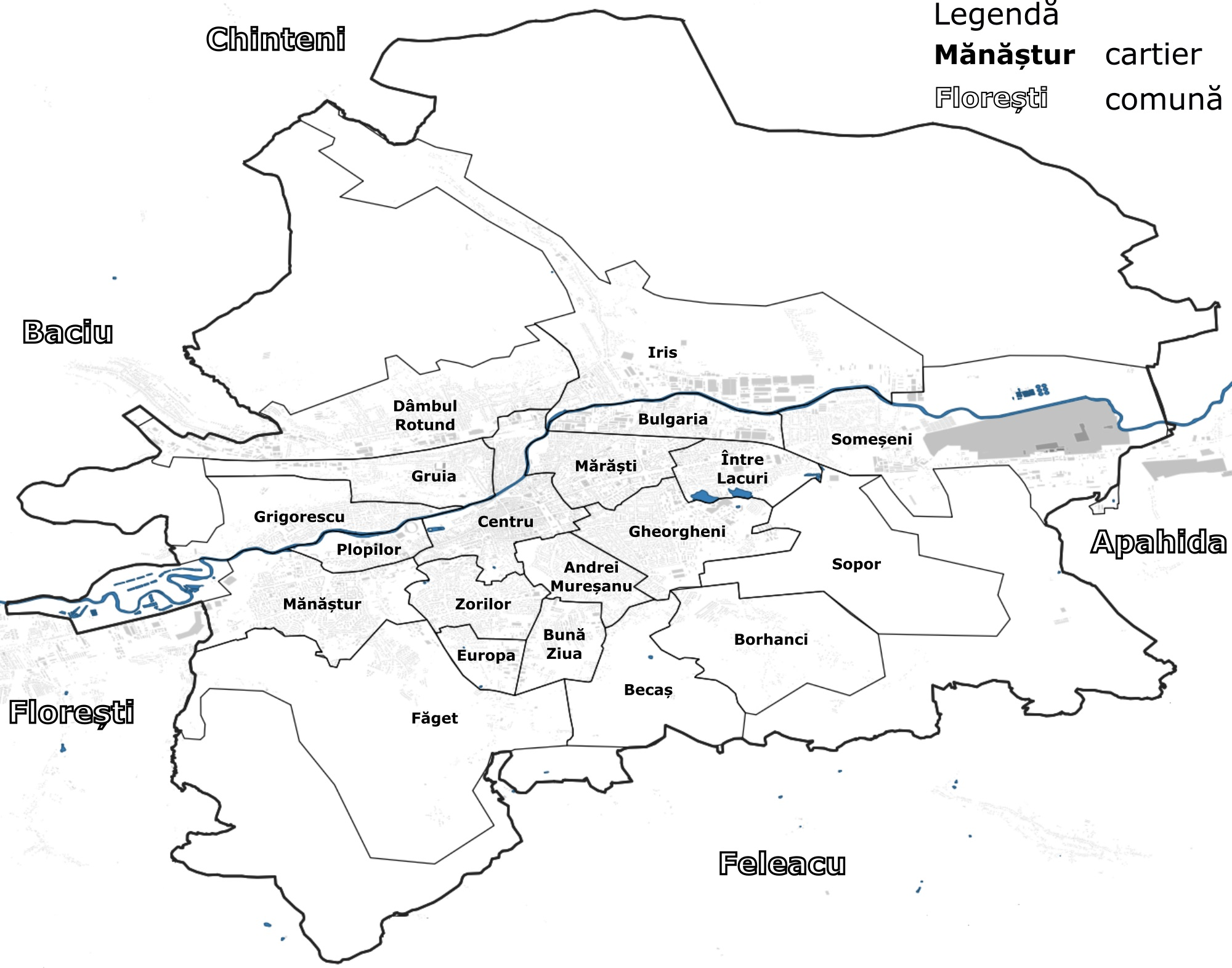
Dispunerea cartierelor clujene în 2007

Cluj-Napoca este împărțit în peste 15 cartiere, unele dintre ele având și propria primărie de cartier. Ele sunt dispuse circular, în jurul centrului. Acesta din urmă dispune de o arhitectură îmbinată cu măiestrie, în stilurile gotic și baroc. Planurile primăriei din Cluj-Napoca includ dezvoltarea de primării de cartier în majoritatea cartierelor clujene.

## Primăria
Actualul primar al Clujului este Emil Boc, reprezentând alianța PNL-PD. Viceprimarii sunt: Boros János (UDMR) și Adrian Popa.

## Consiliul Local
Consiliul local este compus din 27 de consilieri împărțiți astfel:
|  | Partid                                      | Consilieri | Componența Consiliului | Componența Consiliului | Componența Consiliului | Componența Consiliului | Componența Consiliului | Componența Consiliului | Componența Consiliului | Componența Consiliului | Componența Consiliului | Componența Consiliului | Componența Consiliului | Componența Consiliului | Componența Consiliului | Componența Consiliului | Componența Consiliului | Componența Consiliului |
|  | ------------------------------------------- | ---------- | ---------------------- | ---------------------- | ---------------------- | ---------------------- | ---------------------- | ---------------------- | ---------------------- | ---------------------- | ---------------------- | ---------------------- | ---------------------- | ---------------------- | ---------------------- | ---------------------- | ---------------------- | ---------------------- |
|  | Partidul Democrat-Liberal                   | 16         |                        |                        |                        |                        |                        |                        |                        |                        |                        |                        |                        |                        |                        |                        |                        |                        |
|  | Uniunea Democrată a Maghiarilor din România | 5          |                        |                        |                        |                        |                        |                        |                        |                        |                        |                        |                        |                        |                        |                        |                        |                        |
|  | Partidul Social Democrat                    | 3          |                        |                        |                        |                        |                        |                        |                        |                        |                        |                        |                        |                        |                        |                        |                        |                        |
|  | Partidul Național Liberal                   | 3          |                        |                        |                        |                        |                        |                        |                        |                        |                        |                        |                        |                        |                        |                        |                        |                        |

## Prefectura și Consiliul Județean
Conducerea celor două instituții a fost desemnată în urma alegerilor locale și generale din 2004:
- Prefect: Călin Platon
- Președintele Consiliului Județean: Marius-Petre Nicoară (PNL)